# Leptosynapta cruenta
Leptosynapta cruenta is een zeekomkommer uit de familie Synaptidae.
De wetenschappelijke naam van de soort werd in 1953 gepubliceerd door Gustave Cherbonnier.